# Lista de património edificado no distrito da Guarda
Esta lista é uma sublista da Lista de património edificado em Portugal para o Distrito da Guarda, ordenada alfabeticamente por concelho, baseada nas listagens do IPPAR de Março de 2005 e atualizações.
Legenda:
- Os monumentos podem eventualmente ter várias designações, sendo estas separadas nesse caso pela conjunção "ou";
- Por vezes vários edifícios fazem parte de uma mesma classificação patrimonial, sendo nesse caso separados pela conjunção "e";
- A existência de dois graus de classificação diferente para um mesmo monumento (usualmente VC e outro) significa que este aguarda uma classificação definitiva, se bem que tenha sido homologado com o grau indicado (ex: VC-IIP é um imóvel em vias de classificação, homologado com o grau de Imóvel de Interesse Público).

Observação: São preservadas as denominações adoptadas pelo IPPAR, mesmo que elas apresentem outras alternativas. Nestes casos há redireccionamento para aquela em que o artigo está redigido, podendo ou não esta designação aparecer na lista.

## Aguiar da Beira
| ID      | Designações                                                                                 | Categoria              | Tipologia  | Freguesia       | Grau | Ano  | Coordenadas              | Imagem       |
| ------- | ------------------------------------------------------------------------------------------- | ---------------------- | ---------- | --------------- | ---- | ---- | ------------------------ | ------------ |
| 70357   | Pelourinho de Aguiar da Beira                                                               | Arquitectura civil     | Pelourinho | Aguiar da Beira | MN   | 1922 | 40.816363° N 7.545255° O | Mais imagens |
| 3719537 | Fonte Ameada                                                                                | Arquitectura civil     | Fonte      | Aguiar da Beira | MN   | 1922 | 40.816533° N 7.545361° O |              |
| 3719703 | Torre Ameada                                                                                | Arquitectura civil     | Torre      | Aguiar da Beira | MN   | 1922 | 40.81656° N 7.545494° O  |              |
| 70161   | Dólmen de Carapito I ou Casa da Moura                                                       | Arqueologia            | Dolmen     | Carapito        | MN   | 1974 | 40.750943° N 7.464199° O |              |
| 72956   | Pelourinho de Carapito                                                                      | Arquitectura civil     | Pelourinho | Carapito        | IIP  | 1933 | 40.763753° N 7.464068° O |              |
| 75042   | Ponte do Candal, Ponte Portucamense, Ponte Portucalense sobre o rio Coja ou ribeira de Coja | Arquitectura civil     | Ponte      | Coruche         | IIP  | 1986 | 40.773396° N 7.557707° O |              |
| 74791   | Santuário de Nossa Senhora dos Verdes                                                       | Arquitectura religiosa | Santuário  | Forninhos       | IIP  | 1983 | 40.701189° N 7.544302° O |              |
| 155588  | Pelourinho de Pena Verde                                                                    | Arquitectura civil     | Pelourinho | Pena Verde      | IIP  | 1933 | 40.729349° N 7.506899° O |              |

 Legenda: PM - Património Mundial · MN - Monumento Nacional · IIP - Imóvel de Interesse Público · MIP - Monumento de Interesse Público · CIP - Conjunto de Interesse Público · SIP - Sítio de Interesse Público · IIM - Imóvel de Interesse Municipal · MIM - Monumento de Interesse Municipal · CIM - Conjunto de Interesse Municipal · SIM - Sítio de Interesse Municipal · VC - Em vias de classificação · SPL - Sem proteção legal

## Almeida
| ID     | Designações                                              | Categoria              | Tipologia  | Freguesia      | Grau | Ano  | Coordenadas                  | Imagem       |
| ------ | -------------------------------------------------------- | ---------------------- | ---------- | -------------- | ---- | ---- | ---------------------------- | ------------ |
| 70693  | Muralhas da Praça de Almeida                             | Arquitectura militar   | Muralha    | Almeida        | MN   | 1938 | 40.72566° N 6.906069° O      | Mais imagens |
| 70267  | Castelo de Castelo Bom                                   | Arquitectura militar   | Castelo    | Castelo Bom    | MN   | 1946 | 40.621468° N 6.901487° O     |              |
| 70421  | Castelo de Castelo Mendo                                 | Arquitectura militar   | Castelo    | Castelo Mendo  | MN   | 1946 | 40.593228° N 6.949485° O     | Mais imagens |
| 73023  | Aldeia de Castelo Mendo                                  | Arquitectura civil     | Aldeia     | Castelo Mendo  | IIP  | 1984 | 40.593079° N 6.949504° O     |              |
| 73024  | Pelourinho de Castelo Mendo                              | Arquitectura civil     | Pelourinho | Castelo Mendo  | IIP  | 1933 | 40.593089° N 6.949392° O     | Mais imagens |
| 155595 | Igreja de Leomil                                         | Arquitectura religiosa | Igreja     | Leomil         | IIP  | 2014 | 40.635635° N 6.964122° O     |              |
| 72410  | Anta da Pedra de Anta                                    | Arqueologia            | Anta       | Malhada Sorda  | IIP  | 2015 |                              |              |
| 74421  | Igreja Matriz de São Miguel de Malhada Sorda             | Arquitectura religiosa | Igreja     | Malhada Sorda  | IIP  | 1997 | 38.78254722° N 7.42199167° O |              |
| 74637  | Necrópole de sepulturas escavadas na rocha em Malpartida | Arqueologia            | Sepultura  | Malpartida     | IIP  | 1997 | 40.7678667° N 6.8886584° O   |              |
| 73868  | Pelourinho de Vale de Coelha                             | Arquitectura civil     | Pelourinho | Vale de Coelha | IIP  | 1933 | 40.727821° N 6.829281° O     |              |

 Legenda: PM - Património Mundial · MN - Monumento Nacional · IIP - Imóvel de Interesse Público · MIP - Monumento de Interesse Público · CIP - Conjunto de Interesse Público · SIP - Sítio de Interesse Público · IIM - Imóvel de Interesse Municipal · MIM - Monumento de Interesse Municipal · CIM - Conjunto de Interesse Municipal · SIM - Sítio de Interesse Municipal · VC - Em vias de classificação · SPL - Sem proteção legal

## Celorico da Beira
| ID    | Designações                                                     | Categoria              | Tipologia  | Freguesia                       | Grau | Ano  | Coordenadas              | Imagem       |
| ----- | --------------------------------------------------------------- | ---------------------- | ---------- | ------------------------------- | ---- | ---- | ------------------------ | ------------ |
| 74420 | Pelourinho de Açores                                            | Arquitectura civil     | Pelourinho | Açores                          | IIP  | 1933 | 40.645393° N 7.305175° O |              |
| 73328 | Pelourinho de Forno Telheiro                                    | Arquitectura civil     | Pelourinho | Forno Telheiro                  | IIP  | 1933 | 40.674397° N 7.398531° O |              |
| 73151 | Anta da Arquinha da Moura                                       | Arqueologia            | Anta       | Lajeosa do Mondego              | IIP  | 1997 |                          |              |
| 70524 | Castelo de Linhares                                             | Arquitectura militar   | Castelo    | Linhares                        | MN   | 1922 | 40.541236° N 7.462687° O | Mais imagens |
| 73241 | Janela Manuelina na Rua do Passadiço                            | Arquitectura civil     | Janela     | Linhares                        | IIP  | 1967 | 40.540217° N 7.462832° O | Mais imagens |
| 73242 | Pelourinho de Linhares                                          | Arquitectura civil     | Pelourinho | Linhares                        | IIP  | 1933 | 40.540064° N 7.462614° O | Mais imagens |
| 73243 | Igreja Matriz de Nossa Senhora da Assunção de Linhares da Beira | Arquitectura religiosa | Igreja     | Linhares                        | IIP  | 1957 | 40.540765° N 7.460866° O | Mais imagens |
| 70710 | Castelo de Celorico da Beira e muralhas                         | Arquitectura militar   | Castelo    | Santa Maria (Celorico da Beira) | MN   | 1922 | 40.637005° N 7.392276° O | Mais imagens |
| 72902 | Igreja de Santa Maria                                           | Arquitectura religiosa | Igreja     | Santa Maria (Celorico da Beira) | IIP  | 1960 | 40.63811° N 7.391023° O  | Mais imagens |
| 73185 | Troço de calçada romana em Celorico da Beira                    | Arqueologia            | Via        | Santa Maria (Celorico da Beira) | VC   | 1988 | 40.643867° N 7.390941° O |              |

 Legenda: PM - Património Mundial · MN - Monumento Nacional · IIP - Imóvel de Interesse Público · MIP - Monumento de Interesse Público · CIP - Conjunto de Interesse Público · SIP - Sítio de Interesse Público · IIM - Imóvel de Interesse Municipal · MIM - Monumento de Interesse Municipal · CIM - Conjunto de Interesse Municipal · SIM - Sítio de Interesse Municipal · VC - Em vias de classificação · SPL - Sem proteção legal

## Figueira de Castelo Rodrigo
| ID     | Designações                                                                                        | Categoria              | Tipologia           | Freguesia          | Grau | Ano  | Coordenadas                     | Imagem       |
| ------ | -------------------------------------------------------------------------------------------------- | ---------------------- | ------------------- | ------------------ | ---- | ---- | ------------------------------- | ------------ |
| 74925  | Fonte do Cabeço em Algodres                                                                        | Arquitectura civil     | Fonte               | Algodres           | IIP  | 1977 | 40.954745° N 7.054647° O        |              |
| 74926  | Igreja Matriz de Santa Maria Maior de Algodres                                                     | Arquitectura religiosa | Igreja              | Algodres           | IIP  | 1978 | 40.952376° N 7.054934° O        |              |
| 70659  | Ruínas de Almofala ou Casarão da Torre                                                             | Arqueologia            | Cidade              | Almofala           | MN   | 1977 | 40.86975° N 6.882477° O         | Mais imagens |
| 72054  | Capela no Lugar de Santo André                                                                     | Arquitectura religiosa | Capela              | Almofala           | VC   |      | 40.88424922° N 6.83594226998° O |              |
| 74799  | Cruzeiro de Almofala, Cruzeiro de Roquilho ou Cruzeiro do Divino Manso                             | Arquitectura religiosa | Cruzeiro            | Almofala           | IIP  | 1982 | 40.857583° N 6.853264° O        |              |
| 70443  | Igreja e Convento de Santa Maria de Aguiar                                                         | Arquitectura religiosa | Igreja              | Castelo Rodrigo    | MN   | 1932 | 40.876599° N 6.941572° O        | Mais imagens |
| 70658  | Ponte sobre o rio Aguiar                                                                           | Arquitectura civil     | Ponte               | Escalhão           | MN   | 1922 | 40.924478° N 6.939448° O        |              |
| 71117  | Castelo de Castelo Rodrigo ou Muralhas do Castelo de Castelo Rodrigo                               | Arquitectura militar   | Castelo             | Castelo Rodrigo    | MN   | 1922 | 40.876845° N 6.964626° O        | Mais imagens |
| 71118  | Pelourinho de Castelo Rodrigo                                                                      | Arquitectura civil     | Pelourinho          | Castelo Rodrigo    | MN   | 1922 | 40.876755° N 6.96399° O         | Mais imagens |
| 71507  | Chafariz da Casqueira                                                                              | Arquitectura civil     | Chafariz            | Castelo Rodrigo    | IIM  | 1983 |                                 |              |
| 155650 | Povoação do Colmeal                                                                                | Arqueologia            | Povoado fortificado | Colmeal            | IIM  | 1985 | 40.855556° N 7.015° O           |              |
| 73022  | Igreja Matriz de Nossa Senhora dos Anjos de Escalhão                                               | Arquitectura religiosa | Igreja              | Escalhão           | IIP  | 1978 | 40.948853° N 6.926194° O        |              |
| 73921  | Igreja Matriz de São Miguel de Escarigo                                                            | Arquitectura religiosa | Igreja              | Escarigo           | IIP  | 1982 | 40.84268° N 6.831849° O         |              |
| 69765  | Igreja Matriz de Nossa Senhora do Rocamador de Castelo Rodrigo                                     | Arquitectura religiosa | Baptistério         | Castelo Rodrigo    | IIP  | 1961 | 40.876803° N 6.964284° O        | Mais imagens |
| 74871  | Torre dos Metelos ou Solar dos Metelos                                                             | Arquitectura civil     | Torre               | Freixeda do Torrão | IIP  | 1977 | 40.888151° N 7.032863° O        |              |
| 70266  | Cruz de Pedro Jacques                                                                              | Arquitectura religiosa | Cruzeiro            | Mata de Lobos      | MN   | 1910 | 40.907414° N 6.902387° O        |              |
| 70959  | Capela de Santa Marinha de Mata de Lobos                                                           | Arquitectura religiosa | Capela              | Mata de Lobos      | IIM  | 1982 | 40.90729992° N 6.91301755° O    |              |
| 70225  | Conjunto dos sítios arqueológicos do Vale do Côa - Núcleo de Arte Rupestre da Faia/Vale Alfonsinho | Arqueologia            | Conjunto            | Vale de Afonsinho  | MN   | 1997 | 40.922826° N 7.095297° O        |              |
| 71062  | Solar dos Saraivas ou Casa do Fidalgo                                                              | Arquitectura civil     | Solar               | Vilar Torpim       | IIM  | 1977 | 40.8249894° N 6.96431212° O     | Mais imagens |

 Legenda: PM - Património Mundial · MN - Monumento Nacional · IIP - Imóvel de Interesse Público · MIP - Monumento de Interesse Público · CIP - Conjunto de Interesse Público · SIP - Sítio de Interesse Público · IIM - Imóvel de Interesse Municipal · MIM - Monumento de Interesse Municipal · CIM - Conjunto de Interesse Municipal · SIM - Sítio de Interesse Municipal · VC - Em vias de classificação · SPL - Sem proteção legal

## Fornos de Algodres
| ID    | Designações                                                          | Categoria              | Tipologia  | Freguesia          | Grau | Ano  | Coordenadas                  | Imagem       |
| ----- | -------------------------------------------------------------------- | ---------------------- | ---------- | ------------------ | ---- | ---- | ---------------------------- | ------------ |
| 73189 | Igreja da Misericórdia de Algodres                                   | Arquitectura religiosa | Igreja     | Algodres           | VC   | 1990 |                              |              |
| 73473 | Pelourinho de Algodres                                               | Arquitectura civil     | Pelourinho | Algodres           | IIP  | 1933 | 40.645546° N 7.516605° O     | Mais imagens |
| 72363 | Anta ou Orca de Cortiçô                                              | Arqueologia            | Anta       | Cortiçô            | IIP  | 1992 | 40.670711° N 7.505424° O     |              |
| 73752 | Pelourinho de Figueiró da Granja                                     | Arquitectura civil     | Pelourinho | Figueiró da Granja | IIP  | 1933 | 40.627694° N 7.499492° O     |              |
| 73959 | Pelourinho de Fornos de Algodres                                     | Arquitectura civil     | Pelourinho | Fornos de Algodres | IIP  | 1933 | 40.622543° N 7.537384° O     |              |
| 73240 | Pelourinho de Ínfias                                                 | Arquitectura civil     | Pelourinho | Infias             | IIP  | 1933 | 40.630233° N 7.538821° O     |              |
| 74419 | Casa Grande                                                          | Arquitectura civil     | Casa       | Juncais            | IIP  | 1997 | 40.60948486° N 7.50687352° O |              |
| 73866 | Dólmen de Matança                                                    | Arqueologia            | Anta       | Matança            | IIP  | 1961 | 40.668975° N 7.532704° O     |              |
| 73867 | Pelourinho de Matança                                                | Arquitectura civil     | Pelourinho | Matança            | IIP  | 1933 | 40.681929° N 7.52926° O      | Mais imagens |
| 73656 | Pelourinho de Casal do Monte                                         | Arquitectura civil     | Pelourinho | Queiriz            | IIP  | 1933 | 40.741004° N 7.444666° O     |              |
| 71635 | Igreja de Nossa Senhora da Graça ou Igreja Matriz de Sobral Pichorro | Arquitectura religiosa | Igreja     | Sobral Pichorro    | IIM  | 1984 | 37.01277778° N 7.93388889° O |              |
| 72855 | Capela de Santo Cristo ou Capela do Senhor do Pé da Cruz             | Arquitectura religiosa | Capela     | Sobral Pichorro    | IIP  | 1944 | 40.691766° N 7.460015° O     |              |
| 72856 | Capela dos Girões ou Capela do Seminário                             | Arquitectura religiosa | Capela     | Sobral Pichorro    | IIP  | 1977 | 40.692595° N 7.459931° O     |              |

 Legenda: PM - Património Mundial · MN - Monumento Nacional · IIP - Imóvel de Interesse Público · MIP - Monumento de Interesse Público · CIP - Conjunto de Interesse Público · SIP - Sítio de Interesse Público · IIM - Imóvel de Interesse Municipal · MIM - Monumento de Interesse Municipal · CIM - Conjunto de Interesse Municipal · SIM - Sítio de Interesse Municipal · VC - Em vias de classificação · SPL - Sem proteção legal

## Gouveia
| ID    | Designações                                                          | Categoria              | Tipologia          | Freguesia  | Grau | Ano  | Coordenadas                 | Imagem       |
| ----- | -------------------------------------------------------------------- | ---------------------- | ------------------ | ---------- | ---- | ---- | --------------------------- | ------------ |
| 74126 | Troço de calçada romana dos Galhardos                                | Arqueologia            | Via                | Folgosinho | IIP  | 1992 | 40.494232° N 7.518655° O    |              |
| 74789 | Castelo de Folgosinho                                                | Arquitectura militar   | Castelo            | Folgosinho | IIP  | 1936 | 40.51160154° N 7.5140838° O | Mais imagens |
| 74790 | Local conhecido por Outeiro                                          | Arqueologia            | Sítio arqueológico | Folgosinho | IIP  | 1933 | 40.50932° N 7.51386° O      |              |
| 70289 | Pelourinho de Melo                                                   | Arquitectura civil     | Pelourinho         | Melo       | MN   | 1915 | 40.520268° N 7.535226° O    | Mais imagens |
| 73622 | Capela de Santa Marta                                                | Arquitectura religiosa | Capela             | Melo       | IIP  | 1938 | 40.520435° N 7.534874° O    |              |
| 73864 | Casa da Câmara de Melo (antiga)                                      | Arquitectura civil     | Casa               | Melo       | IIP  | 1938 | 40.520247° N 7.535097° O    |              |
| 73865 | Paço de Melo                                                         | Arquitectura civil     | Paço               | Melo       | IIP  | 1978 | 40.51831° N 7.534908° O     |              |
| 72074 | Igreja Matriz de Nabais                                              | Arquitectura religiosa | Igreja             | Nabais     | VC   |      |                             |              |
| 73021 | Anta da Pedra da Orca, no sítio da Pedra da Orca                     | Arqueologia            | Anta               | Rio Torto  | IIP  | 1951 | 40.499631° N 7.654542° O    | Mais imagens |
| 70348 | Casa da Torre (Av. dos Bombeiros Voluntários)                        | Arquitectura civil     | Casa               | São Pedro  | MN   | 1928 | 40.493597° N 7.592699° O    | Mais imagens |
| 73920 | Igreja do antigo Convento da Madre de Deus ou Igreja Matriz de Vinhó | Arquitectura religiosa | Igreja             | Vinhó      | IIP  | 1962 | 40.494167° N 7.626111° O    |              |

 Legenda: PM - Património Mundial · MN - Monumento Nacional · IIP - Imóvel de Interesse Público · MIP - Monumento de Interesse Público · CIP - Conjunto de Interesse Público · SIP - Sítio de Interesse Público · IIM - Imóvel de Interesse Municipal · MIM - Monumento de Interesse Municipal · CIM - Conjunto de Interesse Municipal · SIM - Sítio de Interesse Municipal · VC - Em vias de classificação · SPL - Sem proteção legal

## Guarda
| ID       | Designações | Categoria              | Tipologia           | Freguesia            | Grau | Ano  | Coordenadas                  | Imagem       |
| -------- | --- | ---------------------- | ------------------- | -------------------- | ---- | ---- | ---------------------------- | ------------ |
| 7567693  | Igreja Matriz de Aldeia Viçosa                                                                                             | Arquitectura religiosa | Igreja              | Aldeia Viçosa        | IIP  | 2000 | 40.578753° N 7.317647° O     | Mais imagens |
| 70474    | Castro de Tintinolho | Arqueologia            | Povoado fortificado | Faia                 | MN   | 1910 | 40.572841° N 7.287546° O     | Mais imagens |
| 72362    | Anta de Pêra do Moço | Arqueologia            | Anta                | Pêra do Moço         | IIP  | 1953 | 40.612362° N 7.202996° O     | Mais imagens |
| 74133    | Castro do Jarmelo | Arqueologia            | Povoado fortificado | São Pedro do Jarmelo | IIP  | 1953 | 40.590461° N 7.132374° O     |              |
| 71056    | Edifício na Rua Francisco dos Passos nº 15 a 19 (antiga Rua Direita)                                                       | Arquitectura civil     | Edifício            | Guarda               | IIM  | 1978 | 40.539355° N 7.2691661° O    | Mais imagens |
| 71057    | Edifício na Rua Francisco dos Passos nº 26 a 28 (antiga Rua Direita)                                                       | Arquitectura civil     | Edifício            | Guarda               | IIM  | 1977 | 40.5395533° N 7.2689575° O   | Mais imagens |
| 71058    | Edifício na Rua de D. Sancho I e Largo do Paço do Bio                                                                      | Arquitectura civil     | Edifício            | Guarda               | IIM  | 1978 | 40.539881° N 7.2682049° O    |              |
| 71059    | Edifício no Largo da Igreja de São Vicente                                                                                 | Arquitectura civil     | Edifício            | Guarda               | IIM  | 1977 | 40.5398882° N 7.2695515° O   |              |
| 71645    | Prédio na Rua D. Sancho I, n.º 15 a 17                                                                                     | Arquitectura civil     | Edifício            | Guarda               | IIM  | 1976 | 40.5398974° N 7.2698992° O   | Mais imagens |
| 73269    | Janela manuelina no prédio nº 41 a 45 da Rua Francisco dos Passos (antiga Rua Direita) ou Janela renascença da Rua Direita | Arquitectura civil     | Janela              | Guarda               | VC   | 1978 | 40.5397184° N 7.2704222° O   | Mais imagens |
| 73894    | Capela de Nossa Senhora do Mileu                                                                                           | Arquitectura religiosa | Capela              | Guarda               | IIP  | 1950 | 40.543622° N 7.257256° O     | Mais imagens |
| 73895    | Estação arqueológica da Póvoa de Mileu                                                                                     | Arqueologia            | Villa               | Guarda               | IIP  | 1957 | 40.543397° N 7.257149° O     | Mais imagens |
| 73896    | Chafariz da Dorna | Arquitectura civil     | Chafariz            | Guarda               | IIP  | 1978 | 40.53909° N 7.274771° O      | Mais imagens |
| 74787    | Edifício na Rua de D. Sancho, nº 9 a 13                                                                                    | Arquitectura civil     | Edifício            | Guarda               | IIP  | 1958 | 40.539869° N 7.267926° O     | Mais imagens |
| 74788    | Igreja de São Vicente | Arquitectura religiosa | Igreja              | Guarda               | IIP  | 1982 | 40.540011° N 7.268297° O     | Mais imagens |
| 155667   | Casa do Alpendre | Arquitectura civil     | Casa                | Guarda               | IIM  |      |                              | Mais imagens |
| 71096    | Sé da Guarda | Arquitectura religiosa | Catedral            | Guarda               | MN   | 1910 | 40.538331° N 7.269301° O     | Mais imagens |
| 71097    | Castelo da Guarda, Torre dos Ferreiros                                                                                     | Arquitectura militar   | Castelo             | Guarda               | MN   | 1951 | 40.537398° N 7.271548° O     | Mais imagens |
| 71497    | Solar na Rua do Encontro                                                                                                   | Arquitectura civil     | Solar               | Guarda               | IIM  | 1982 | 39.67379699° N 8.12416685° O | Mais imagens |
| 71498    | Casa na Rua dos Clérigos nº 7                                                                                              | Arquitectura civil     | Casa                | Guarda               | IIM  | 1977 | 39.67519297° N 8.12350234° O | Mais imagens |
| 72245    | Convento de São Francisco da Guarda ou Convento do Espírito Santo                                                          | Arquitectura religiosa | Convento            | Guarda               | VC   |      | 37.015° N 7.93472222° O      |              |
| 74990    | Chafariz de Santo André | Arquitectura civil     | Chafariz            | Guarda               | IIP  | 1978 | 40.515989° N 7.222181° O     | Mais imagens |
| 74991    | Câmara Municipal da Guarda, Paços do Concelho                                                                              | Arquitectura civil     | Edifício            | Guarda               | IIP  | 1943 | 40.538866° N 7.268602° O     | Mais imagens |
| 74992    | Igreja e Edifício da Misericórdia da Guarda                                                                                | Arquitectura religiosa | Conjunto            | Guarda               | IIP  | 1978 | 40.538333° N 7.266944° O     | Mais imagens |
| 74993    | Antigo Paço Episcopal da Guarda e Seminário                                                                                | Arquitectura religiosa | Paço                | Guarda               | IIP  | 1982 | 40.5375° N 7.267222° O       | Mais imagens |
| 74994    | Pelourinho da Guarda ou Cruzeiro da Guarda                                                                                 | Arquitectura civil     | Pelourinho          | Guarda               | IIP  | 1933 | 40.538355° N 7.267791° O     | Mais imagens |
| 155668   | Casa nº 23, Rua Batalha Reis ou Antigo Colégio do Roseiral                                                                 | Arquitectura civil     | Casa                | Guarda               | VC   |      |                              |              |
| 10729517 | Complexo do ex-Sanatório Sousa Martins ou Hospital da Guarda                                                               | Arquitectura civil     | Sanatório           | Guarda               | VC   |      |                              | Mais imagens |
| 10729594 | Hotel Turismo da Guarda | Arquitectura civil     | Hotel               | Guarda               | VC   |      | 37.098925° N 8.67043611° O   |              |
| 11135199 | Antigas Casas dos Magistrados, sitas na Rua João Pinto Ribeiro                                                             | Arquitectura civil     | Conjunto            | Guarda               | IIM  | 2005 | 40.54039691° N 7.26662504° O | Mais imagens |
| 74989    | Pelourinho de Valhelhas | Arquitectura civil     | Pelourinho          | Valhelhas            | IIP  | 1933 | 40.4068° N 7.402039° O       | Mais imagens |
| 10729560 | Ponte antiga de Valhelhas ou Ponte filipina                                                                                | Arquitectura civil     | Ponte               | Valhelhas            | VC   |      |                              |              |
| 155666   | Capela de São Pedro de Verona                                                                                              | Arquitectura religiosa | Capela              | Vila Soeiro          | VC   |      |                              | Mais imagens |

 Legenda: PM - Património Mundial · MN - Monumento Nacional · IIP - Imóvel de Interesse Público · MIP - Monumento de Interesse Público · CIP - Conjunto de Interesse Público · SIP - Sítio de Interesse Público · IIM - Imóvel de Interesse Municipal · MIM - Monumento de Interesse Municipal · CIM - Conjunto de Interesse Municipal · SIM - Sítio de Interesse Municipal · VC - Em vias de classificação · SPL - Sem proteção legal

## Manteigas
| ID       | Designações                                                 | Categoria          | Tipologia | Freguesia   | Grau | Ano  | Coordenadas              | Imagem       |
| -------- | ----------------------------------------------------------- | ------------------ | --------- | ----------- | ---- | ---- | ------------------------ | ------------ |
| 72870    | Casa das Obras                                              | Arquitectura civil | Casa      | Santa Maria | IIP  | 1982 | 40.402711° N 7.539043° O | Mais imagens |
| 97009222 | Pousada de São Lourenço / Pousada na Serra da Estrela       | Monumento          |           | Santa Maria | n/c  |      | 40.41845° N 7.54° O      | Mais imagens |
| 71614    | Casa em Manteigas (Prédio do séc. XVII pertencente aos CTT) | Arquitectura civil | Casa      | São Pedro   | IIM  | 1980 |                          |              |

 Legenda: PM - Património Mundial · MN - Monumento Nacional · IIP - Imóvel de Interesse Público · MIP - Monumento de Interesse Público · CIP - Conjunto de Interesse Público · SIP - Sítio de Interesse Público · IIM - Imóvel de Interesse Municipal · MIM - Monumento de Interesse Municipal · CIM - Conjunto de Interesse Municipal · SIM - Sítio de Interesse Municipal · VC - Em vias de classificação · SPL - Sem proteção legal

## Mêda
| ID     | Designações                             | Categoria              | Tipologia  | Freguesia     | Grau | Ano  | Coordenadas              | Imagem       |
| ------ | --------------------------------------- | ---------------------- | ---------- | ------------- | ---- | ---- | ------------------------ | ------------ |
| 74195  | Pelourinho de Aveloso                   | Arquitectura civil     | Pelourinho | Aveloso       | IIP  | 1933 | 40.933267° N 7.316335° O |              |
| 71623  | Fonte Zarelha                           | Arquitectura civil     | Fonte      | Coriscada     | IIM  | 1979 |                          |              |
| 73057  | Fonte do Chão da Cruz                   | Arquitectura civil     | Fonte      | Coriscada     | IIM  | 1979 |                          |              |
| 71169  | Castelo de Longroiva                    | Arquitectura militar   | Castelo    | Longroiva     | MN   | 1943 | 40.963749° N 7.208623° O | Mais imagens |
| 73471  | Pelourinho de Longroiva                 | Arquitectura civil     | Pelourinho | Longroiva     | IIP  | 1967 | 40.964101° N 7.209636° O | Mais imagens |
| 73472  | Ponte romana de Longroiva               | Arquitectura civil     | Ponte      | Longroiva     | IIP  | 1977 | 40.961772° N 7.214958° O |              |
| 69859  | Castelo de Marialva                     | Arquitectura militar   | Castelo    | Marialva      | MN   | 1978 | 40.91348° N 7.231564° O  | Mais imagens |
| 74223  | Pelourinho de Marialva                  | Arquitectura civil     | Pelourinho | Marialva      | IIP  | 1933 | 40.913816° N 7.231647° O | Mais imagens |
| 155765 | Igreja de São Pedro                     | Arquitectura religiosa | Igreja     | Marialva      | IIP  | 2002 | 40.915444° N 7.232608° O | Mais imagens |
| 74636  | Pelourinho de Mêda                      | Arquitectura civil     | Pelourinho | Meda          | IIP  | 1933 | 40.962877° N 7.263408° O |              |
| 72258  | Quinta da Areeira ou Solar dos Cancelos | Arquitectura civil     | Quinta     | Poço do Canto | IIP  | 2002 | 40.989944° N 7.279069° O |              |
| 73919  | Casa com elementos dos séculos XV e XVI | Arquitectura civil     | Casa       | Prova         | IIP  | 1974 | 40.91232° N 7.340074° O  |              |
| 71116  | Pelourinho de Ranhados                  | Arquitectura civil     | Pelourinho | Ranhados      | MN   | 1915 | 40.993554° N 7.329849° O |              |
| 75041  | Castelo de Ranhados                     | Arquitectura militar   | Castelo    | Ranhados      | IIP  | 1977 | 40.993519° N 7.331245° O |              |

 Legenda: PM - Património Mundial · MN - Monumento Nacional · IIP - Imóvel de Interesse Público · MIP - Monumento de Interesse Público · CIP - Conjunto de Interesse Público · SIP - Sítio de Interesse Público · IIM - Imóvel de Interesse Municipal · MIM - Monumento de Interesse Municipal · CIM - Conjunto de Interesse Municipal · SIM - Sítio de Interesse Municipal · VC - Em vias de classificação · SPL - Sem proteção legal

## Pinhel
| ID       | Designações                                                                            | Categoria              | Tipologia        | Freguesia        | Grau | Ano  | Coordenadas                  | Imagem       |
| -------- | -------------------------------------------------------------------------------------- | ---------------------- | ---------------- | ---------------- | ---- | ---- | ---------------------------- | ------------ |
| 71812    | Pelourinho de Alverca da Beira                                                         | Arquitectura civil     | Pelourinho       | Alverca da Beira | IIP  | 1933 | 40.700735° N 7.216971° O     |              |
| 70731    | Conjunto dos sítios arqueológicos do Vale do Rio Côa - Núcleo de Arte Rupestre da Faia | Arqueologia            | Conjunto         | Cidadelhe        | MN   | 1997 | 40.914207° N 7.102321° O     |              |
| 72181    | Igreja de Cidadelhe ou Igreja de Santo Amaro                                           | Arquitectura religiosa | Igreja           | Cidadelhe        | VC   |      |                              |              |
| 10730007 | Capela de São Sebastião                                                                | Arquitetura religiosa  | Capela           | Cidadelhe        | VC   |      |                              |              |
| 73918    | Lagar de Freixedas                                                                     | Arqueologia            | Lagar            | Freixedas        | VC   | 1991 | 40.690614° N 7.162222° O     |              |
| 71811    | Pelourinho de Lamegal                                                                  | Arquitectura civil     | Pelourinho       | Lamegal          | IIP  | 1933 | 40.662936° N 7.080075° O     |              |
| 70989    | Lagareta no Alto de Palurdo                                                            | Arqueologia            | Lagareta         | Pereiro          | IIM  | 1991 |                              |              |
| 74193    | Sítio arqueológico medieval dos Sapateiros                                             | Não definida           | Centro histórico | Pereiro          | VC   |      |                              |              |
| 74194    | Lagar e sepulturas escavadas na rocha na Senhora da Ajuda                              | Arqueologia            | Necrópole        | Pereiro          | IIP  | 1996 | 40.735417° N 7.012848° O     |              |
| 70409    | Castelo de Pinhel                                                                      | Arquitectura militar   | Castelo          | Pinhel           | MN   | 1950 | 40.777096° N 7.062043° O     | Mais imagens |
| 70410    | Pelourinho de Pinhel                                                                   | Arquitectura civil     | Pelourinho       | Pinhel           | MN   | 1910 | 40.77544° N 7.062915° O      | Mais imagens |
| 70964    | Casa Grande ou Antigo Solar dos Antas e Meneses (Praça Sacadura Cabral)                | Arquitectura civil     | Casa             | Pinhel           | IIM  | 1982 | 40.77556812° N 7.06235509° O | Mais imagens |
| 70965    | Casa do Doutor David                                                                   | Arquitectura civil     | Casa             | Pinhel           | IIM  | 1982 | 40.77438314° N 7.06566698° O |              |
| 71842    | Igreja da Misericórdia de Pinhel                                                       | Arquitectura religiosa | Igreja           | Pinhel           | IIP  | 1977 | 40.77535215° N 7.06237039° O | Mais imagens |
| 71843    | Igreja da Trindade ou Igreja do Senhor da Coluna                                       | Arquitectura religiosa | Igreja           | Pinhel           | IIP  | 1949 | 40.779162° N 7.060898° O     |              |
| 72982    | antigos Paços do Concelho, actuais instalações do Museu Municipal de Pinhel            | Arquitectura civil     | Museu            | Pinhel           | IIP  | 1982 | 40.775765° N 7.062664° O     |              |
| 72983    | Solar dos Metellos ou Casa Metello de Nápoles                                          | Arquitectura civil     | Solar            | Pinhel           | IIP  | 1997 | 40.775676° N 7.066545° O     | Mais imagens |
| 73190    | Igreja de Santa Maria do Castelo                                                       | Arquitectura religiosa | Igreja           | Pinhel           | IIP  | 2002 | 40.777191° N 7.061387° O     | Mais imagens |
| 73191    | Igreja de São Luís                                                                     | Arquitectura religiosa | Igreja           | Pinhel           | VC   | 1980 | 40.775219° N 7.062422° O     |              |
| 73192    | Convento dos Frades ou Convento de Santo António                                       | Arquitectura religiosa | Convento         | Pinhel           | VC   | 1985 | 40.774948° N 7.06281° O      |              |
| 155824   | Solar dos Mena Falcão ou Casa Seixas                                                   | Arquitectura civil     | Solar            | Pinhel           | IIM  | 1997 | 40.775891° N 7.063298° O     |              |
| 10729959 | Paço Episcopal de Pinhel                                                               | Arquitetura religiosa  | Paço             | Pinhel           | VC   |      |                              |              |
| 73389    | Solar dos Távoras                                                                      | Arquitectura civil     | Solar            | Souro Pires      | IIP  | 1943 | 40.74473° N 7.124377° O      |              |
| 10729927 | Necrópole medieval do Vascoveiro                                                       | Arqueologia            | Necrópole        | Vascoveiro       | VC   |      | 40.72407° N 7.074474° O      |              |

 Legenda: PM - Património Mundial · MN - Monumento Nacional · IIP - Imóvel de Interesse Público · MIP - Monumento de Interesse Público · CIP - Conjunto de Interesse Público · SIP - Sítio de Interesse Público · IIM - Imóvel de Interesse Municipal · MIM - Monumento de Interesse Municipal · CIM - Conjunto de Interesse Municipal · SIM - Sítio de Interesse Municipal · VC - Em vias de classificação · SPL - Sem proteção legal

## Sabugal
| ID    | Designações                                                                              | Categoria              | Tipologia  | Freguesia       | Grau | Ano  | Coordenadas                  | Imagem       |
| ----- | ---------------------------------------------------------------------------------------- | ---------------------- | ---------- | --------------- | ---- | ---- | ---------------------------- | ------------ |
| 71591 | Cruzeiro da Aldeia da Ponte                                                              | Arquitectura religiosa | Cruzeiro   | Aldeia da Ponte | IIM  | 1983 | 40.41486358° N 6.87091189° O |              |
| 73917 | Ponte antiga da Aldeia da Ponte                                                          | Arquitectura civil     | Ponte      | Aldeia da Ponte | IIP  | 1983 | 40.410757° N 6.872803° O     |              |
| 71168 | Castelo de Alfaiates                                                                     | Arquitectura militar   | Castelo    | Alfaiates       | MN   | 1982 | 40.390281° N 6.911568° O     |              |
| 72158 | Convento de Sacaparte ou Convento de Sacraparte                                          | Arquitectura religiosa | Convento   | Alfaiates       | IIP  | 2002 | 40.395678° N 6.894011° O     |              |
| 73468 | Capela da Santa Casa da Misericórdia de Alfaiates ou Igreja da Misericórdia de Alfaiates | Arquitectura religiosa | Capela     | Alfaiates       | IIP  | 1957 | 40.392145° N 6.913529° O     |              |
| 73469 | Pelourinho de Alfaiates                                                                  | Arquitectura civil     | Pelourinho | Alfaiates       | IIP  | 1933 | 40.39195° N 6.91389° O       |              |
| 73470 | Cruzeiro de Sacaparte ou Cruzeiro de Sacraparte                                          | Arquitectura religiosa | Cruzeiro   | Alfaiates       | IIP  | 2002 | 40.395678° N 6.894011° O     |              |
| 70564 | Castelo do Sabugal e restos da respectiva muralha                                        | Arquitectura militar   | Castelo    | Sabugal         | MN   | 1910 | 40.351422° N 7.094253° O     | Mais imagens |
| 73363 | Pedra gravada com a medida de comprimento (côvado)                                       | Arquitectura civil     | Inscrição  | Sabugal         | IIP  | 1947 | 40.35263012° N 7.09091326° O |              |
| 73364 | Pelourinho do Sabugal                                                                    | Arquitectura civil     | Pelourinho | Sabugal         | IIP  | 1933 | 40.351586° N 7.092415° O     |              |
| 70735 | Castelo de Sortelha                                                                      | Arquitectura militar   | Castelo    | Sortelha        | MN   | 1910 | 40.329037° N 7.215797° O     | Mais imagens |
| 72955 | Pelourinho de Sortelha (Imagem)                                                          | Arquitectura civil     | Pelourinho | Sortelha        | IIP  | 1933 | 40.328586° N 7.215722° O     | Mais imagens |
| 74222 | Ponte de Sequeiros                                                                       | Arquitectura civil     | Ponte      | Vale Longo      | IIP  | 1951 | 40.462559° N 7.018241° O     | Mais imagens |
| 73714 | Pelourinho de Vila do Touro                                                              | Arquitectura civil     | Pelourinho | Vila do Touro   | IIP  | 1933 | 40.416349° N 7.105102° O     |              |
| 70958 | Igreja Matriz de Vilar Maior ou Igreja de São Pedro e torre anexa                        | Arquitectura religiosa | Igreja     | Vilar Maior     | IIM  | 1982 | 37.12888889° N 8.59305556° O |              |
| 72061 | Ponte medieval sobre o Rio Cesarão ou Ponte romana em Vilar Maior                        | Arquitectura civil     | Ponte      | Vilar Maior     | IIP  | 1975 | 40.474184° N 6.936502° O     |              |
| 72852 | Pelourinho de Vilar Maior                                                                | Arquitectura civil     | Pelourinho | Vilar Maior     | IIP  | 1933 | 40.47308° N 6.936873° O      |              |
| 72853 | Castelo de Vilar Maior                                                                   | Arquitectura militar   | Castelo    | Vilar Maior     | IIP  | 1996 | 40.476785° N 6.940825° O     |              |
| 72854 | Igreja de Santa Maria do Castelo de Vilar Maior                                          | Arquitectura religiosa | Igreja     | Vilar Maior     | IIP  | 1996 | 40.475577° N 6.939254° O     |              |

 Legenda: PM - Património Mundial · MN - Monumento Nacional · IIP - Imóvel de Interesse Público · MIP - Monumento de Interesse Público · CIP - Conjunto de Interesse Público · SIP - Sítio de Interesse Público · IIM - Imóvel de Interesse Municipal · MIM - Monumento de Interesse Municipal · CIM - Conjunto de Interesse Municipal · SIM - Sítio de Interesse Municipal · VC - Em vias de classificação · SPL - Sem proteção legal

## Seia
| ID     | Designações                                                            | Categoria              | Tipologia  | Freguesia         | Grau | Ano  | Coordenadas                           | Imagem       |
| ------ | ---------------------------------------------------------------------- | ---------------------- | ---------- | ----------------- | ---- | ---- | ------------------------------------- | ------------ |
| 72108  | Igreja da Misericórdia e Casa do Despacho                              | Arquitectura Religiosa | Igreja     | Seia              | IP   | 2013 | 40.419449° N 7.701132° O              | Mais imagens |
| 72109  | Capela do Senhor do Calvário                                           | Arquitectura Religiosa | Capela     | Seia              | IP   | 2013 | 40.421007591622° N 7.703757375118° O  | Mais imagens |
| 71115  | Antas de Paranhos                                                      | Arqueologia            | Anta       | Paranhos da Beira | MN   | 1910 | 40.490446° N 7.806132° O              | Mais imagens |
| 71621  | Solar de São Julião                                                    | Arquitectura civil     | Solar      | Paranhos da Beira | IIP  | 2002 | 40.478756888489° N 7.7764230558486° O | Mais imagens |
| 75040  | Pelourinho de Carvalhal                                                | Arquitectura civil     | Pelourinho | Paranhos da Beira | IIP  | 1933 | 40.496389° N 7.808638° O              |              |
| 73388  | Casa da Bica                                                           | Arquitectura civil     | Casa       | Santa Comba       | IIP  | 1997 | 40.43937389° N 7.70410174° O          | Mais imagens |
| 73916  | Pelourinho de Santa Marinha                                            | Arquitectura civil     | Pelourinho | Santa Marinha     | IIP  | 1933 | 40.450519439908° N 7.6635397341782° O | Mais imagens |
| 72106  | Capela do século XVIII                                                 | Arquitectura religiosa | Capela     | São Romão         | VC   |      |                                       |              |
| 155885 | Santuário de Nossa Senhora do Desterro                                 | Arquitectura religiosa | Santuário  | São Romão         | CIP  |      | 40.394843° N 7.694955° O              | Mais imagens |
| 70668  | Capela de São Pedro                                                    | Arquitectura religiosa | Capela     | Seia              | MN   | 1924 | 40.41961° N 7.701153° O               | Mais imagens |
| 73167  | Casa das Obras                                                         | Arquitectura civil     | Casa       | Seia              | MIP  | 1975 | 40.421169° N 7.703812° O              | Mais imagens |
| 73751  | Casa da cerca de Santa Rita e capela anexa, Museu do Brinquedo de Seia | Arquitectura civil     | Conjunto   | Seia              | IIP  | 1967 | 40.418678° N 7.702333° O              | Mais imagens |
| 155884 | Solar dos Botelhos e cerca                                             | Arquitectura civil     | Solar      | Seia              | MIP  |      | 40.419911° N 7.701301° O              | Mais imagens |
| 73166  | Solar de Torrozelo                                                     | Arquitectura civil     | Solar      | Torrozelo         | VC   |      |                                       |              |
| 73327  | Pelourinho de Casal                                                    | Arquitectura civil     | Pelourinho | Travancinha       | IIP  | 1933 | 40.422939° N 7.822863° O              |              |
| 73915  | Pelourinho de Valezim                                                  | Arquitectura civil     | Pelourinho | Valezim           | IIP  | 1933 | 40.359135° N 7.720027° O              |              |

 Legenda: PM - Património Mundial · MN - Monumento Nacional · IIP - Imóvel de Interesse Público · MIP - Monumento de Interesse Público · CIP - Conjunto de Interesse Público · SIP - Sítio de Interesse Público · IIM - Imóvel de Interesse Municipal · MIM - Monumento de Interesse Municipal · CIM - Conjunto de Interesse Municipal · SIM - Sítio de Interesse Municipal · VC - Em vias de classificação · SPL - Sem proteção legal

## Trancoso
| ID    | Designações                                                                                      | Categoria              | Tipologia  | Freguesia         | Grau | Ano  | Coordenadas                  | Imagem       |
| ----- | ------------------------------------------------------------------------------------------------ | ---------------------- | ---------- | ----------------- | ---- | ---- | ---------------------------- | ------------ |
| 74870 | Pelourinho de Guilheiro                                                                          | Arquitectura civil     | Pelourinho | Guilheiro         | IIP  | 1933 | 40.899033° N 7.414467° O     |              |
| 70418 | Igreja de Santa Marinha                                                                          | Arquitectura religiosa | Igreja     | Moreira de Rei    | MN   | 1932 | 40.82996° N 7.319889° O      |              |
| 70419 | Pelourinho de Moreira de Rei                                                                     | Arqueologia            | Pelourinho | Moreira de Rei    | MN   | 1932 | 40.830155° N 7.32198° O      |              |
| 70420 | Castelo de Moreira de Rei                                                                        | Arquitectura militar   | Castelo    | Moreira de Rei    | MN   | 1932 | 40.828654° N 7.320195° O     |              |
| 70500 | Pelourinho de Trancoso                                                                           | Arquitectura civil     | Pelourinho | Santa Maria       | MN   | 1910 | 40.77855° N 7.348905° O      | Mais imagens |
| 70648 | Castelo de Trancoso e muralhas                                                                   | Arquitectura militar   | Castelo    | Santa Maria       | MN   | 1921 | 40.778675° N 7.349308° O     | Mais imagens |
| 74154 | Conjunto de sepulturas escavadas em rocha                                                        | Arqueologia            | Conjunto   | Santa Maria       | IIP  | 1978 | 40.780129° N 7.35027° O      |              |
| 74633 | Capela da Santa Luzia                                                                            | Arquitectura religiosa | Capela     | Santa Maria       | IIP  | 1953 | 40.781244° N 7.349879° O     |              |
| 74635 | Via Antiga do Sintrão, Fraga do Ladrão ou Via dos Almocreves (estrada romana)                    | Arqueologia            | Via        | Santa Maria       | IIP  | 1997 | 40.790656° N 7.377281° O     |              |
| 73750 | Igreja de Nossa Senhora da Fresta                                                                | Arquitectura religiosa | Igreja     | São Pedro         | IIP  | 1944 | 40.778174° N 7.345393° O     |              |
| 74190 | Igreja Paroquial de Torre de Terrenho ou Igreja de Nossa Senhora do Pranto                       | Arquitectura religiosa | Igreja     | Torre do Terrenho | IIP  | 1977 | 40.890594° N 7.359817° O     |              |
| 74191 | Casa, Capela de Nossa Senhora da Penha, Capela do Solar da Torre de Terrenho ou Solar dos Brasis | Arquitectura civil     | Casa       | Torre do Terrenho | IIP  | 1953 | 40.890451° N 7.359917° O     |              |
| 74192 | Conjunto: Torre de Terrenho, casa e capela                                                       | Arquitectura civil     | Conjunto   | Torre do Terrenho | IIP  | 1953 | 40.89132858° N 7.35709134° O |              |

 Legenda: PM - Património Mundial · MN - Monumento Nacional · IIP - Imóvel de Interesse Público · MIP - Monumento de Interesse Público · CIP - Conjunto de Interesse Público · SIP - Sítio de Interesse Público · IIM - Imóvel de Interesse Municipal · MIM - Monumento de Interesse Municipal · CIM - Conjunto de Interesse Municipal · SIM - Sítio de Interesse Municipal · VC - Em vias de classificação · SPL - Sem proteção legal

## Vila Nova de Foz Coa
| ID      | Designações | Categoria              | Tipologia           | Freguesia            | Grau | Ano  | Coordenadas                  | Imagem       |
| ------- | --- | ---------------------- | ------------------- | -------------------- | ---- | ---- | ---------------------------- | ------------ |
| 70549   | Conjunto dos sítios arqueológicos no Vale do Rio Côa - Núcleo de arte rupestre da Ribeirinha - Património Mundial - UNESCO 1998                          | Arqueologia            | Arte Rupestre       | Almendra             | MN   | 1997 | 41.003677° N 7.104467° O     |              |
| 73324   | Casa de Almendra ou Solar do Visconde de Almendra | Arquitectura civil     | Solar               | Almendra             | IIP  | 1977 | 40.999701° N 7.054386° O     | Mais imagens |
| 73325   | Igreja Matriz de Almendra ou Igreja de Nossa Senhora dos Anjos                                                                                           | Arquitectura religiosa | Igreja              | Almendra             | IIP  | 1949 | 41.000896° N 7.057531° O     |              |
| 73326   | Pelourinho de Almendra | Arquitectura civil     | Pelourinho          | Almendra             | IIP  | 1933 | 41.001239° N 7.055917° O     |              |
| 70643   | Conjunto dos sítios arqueológicos no Vale do Rio Côa - Núcleo de arte rupestre da Broeira - Património Mundial - UNESCO 1998                             | Arqueologia            | Arte rupestre       | Castelo Melhor       | MN   | 1997 | 41.060421° N 7.108161° O     |              |
| 70644   | Conjunto dos sítios arqueológicos no Vale do Rio Côa - Núcleo de arte rupestre da Fonte Frieira - Património Mundial - UNESCO 1998                       | Arqueologia            | Arte rupestre       | Castelo Melhor       | MN   | 1997 | 41.056647° N 7.094088° O     |              |
| 70645   | Conjunto dos sítios arqueológicos no Vale do Rio Côa - Núcleo de arte rupestre de Meijapão - Património Mundial - UNESCO 1998                            | Arqueologia            | Arte rupestre       | Castelo Melhor       | MN   | 1997 | 41.056647° N 7.094088° O     |              |
| 70646   | Conjunto dos sítios arqueológicos no Vale do Rio Côa - Núcleo de arte rupestre da Penascosa - Património Mundial - UNESCO 1998                           | Arqueologia            | Conjunto            | Castelo Melhor       | MN   | 1997 | 41.004717° N 7.104761° O     | Mais imagens |
| 70647   | Conjunto dos sítios arqueológicos no Vale do Rio Côa - Núcleo de arte rupestre do Vale dos Namorados                                                     | Arqueologia            | Arte rupestre       | Castelo Melhor       | MN   | 1997 | 41.056647° N 7.094088° O     |              |
| 74632   | Castelo de Castelo Melhor | Arquitectura militar   | Castelo             | Castelo Melhor       | IIP  | 1982 | 41.022922° N 7.066697° O     | Mais imagens |
| 6433784 | Conjunto dos sítios arqueológicos no Vale do Rio Côa - Núcleo de arte rupestre da Canada da Moreira                                                      | Arqueologia            | Arte rupestre       | Castelo Melhor       | VC   |      |                              |              |
| 6616932 | Conjunto dos sítios arqueológicos no Vale do Rio Côa - Núcleo de arte rupestre da Canada do Amendoal                                                     | Arqueologia            | Arte rupestre       | Castelo Melhor       | VC   |      |                              |              |
| 74987   | Casa de Nossa Senhora da Conceição ou Casa Grande de Cedovim ou Solar dos Teixeiras de Aguilar                                                           | Arquitectura civil     | Casa                | Cedovim              | IIP  | 1977 | 41.028911° N 7.310112° O     |              |
| 74988   | Pelourinho de Cedovim | Arquitectura civil     | Pelourinho          | Cedovim              | IIP  | 1933 | 41.027311° N 7.310308° O     |              |
| 70186   | Conjunto dos sítios arqueológicos no Vale do Rio Côa - Núcleo de arte rupestre da Quinta da Barca - Património Mundial - UNESCO 1998                     | Arqueologia            | Arte Rupestre       | Chãs                 | MN   | 1997 | 41.00523° N 7.106874° O      |              |
| 70482   | Conjunto dos sítios arqueológicos no Vale do Rio Côa - Estação arqueológica da Quinta de Santa Maria da Ervamoira - Património Mundial - UNESCO 1998     | Arqueologia            | Conjunto            | Chãs                 | MN   | 1997 | 41.021395° N 7.110118° O     |              |
| 71552   | Capela de Nossa Senhora da Conceição | Arquitectura religiosa | Capela              | Freixo de Numão      | IIM  | 1982 | 41.07136606° N 7.22648105° O |              |
| 74478   | Casa Grande de Freixo de Numão | Arquitectura civil     | Casa                | Freixo de Numão      | IIP  | 1977 | 41.067319° N 7.220294° O     |              |
| 74479   | Pelourinho de Freixo de Numão | Arquitectura civil     | Pelourinho          | Freixo de Numão      | IIP  | 1933 | 41.067396° N 7.222244° O     | Mais imagens |
| 323273  | Castelo Velho de Freixo de Numão | Arqueologia            | Povoado fortificado | Freixo de Numão      | SIP  | 2010 | 41.072387° N 7.191814° O     | Mais imagens |
| 73323   | Pelourinho de Horta | Arquitectura civil     | Pelourinho          | Horta                | IIP  | 1933 | 41.065244° N 7.310771° O     |              |
| 4015587 | Sítio arqueológico Castanheiro do Vento ou Castanheiro do Vento                                                                                          | Arqueologia            | Povoado fortificado | Horta                | SIP  | 2010 | 41.062302° N 7.324223° O     |              |
| 70264   | Conjunto dos sítios arqueológicos no Vale do Rio Côa - Núcleo de arte rupestre da Quinta do Fariseu - Património Mundial - UNESCO 1998                   | Arqueologia            | Arte Rupestre       | Muxagata             | MN   | 1997 | 41.03181° N 7.145639° O      |              |
| 70265   | Conjunto dos sítios arqueológicos no Vale do Rio Côa - Núcleo de arte rupestre da Ribeira de Piscos/Quinta dos Poios - Património Mundial - UNESCO 1998  | Arqueologia            | Conjunto            | Muxagata             | MN   | 1997 | 41.029813° N 7.119021° O     |              |
| 72851   | Pelourinho de Muxagata | Arquitectura civil     | Pelourinho          | Muxagata             | IIP  | 1933 | 41.036748° N 7.167622° O     | Mais imagens |
| 70481   | Castelo de Numão | Arquitectura militar   | Castelo             | Numão                | MN   | 1910 | 41.099764° N 7.290113° O     | Mais imagens |
| 73958   | Ponte sobre a ribeira de Teja | Arquitectura civil     | Ponte               | Numão                | IIP  | 1990 | 41.074446° N 7.278588° O     |              |
| 70642   | Conjunto dos sítios arqueológicos no Vale do Côa - Núcleo Arqueológico de Habitat Paleolítico do Salto do Boi/Cardina - Património Mundial - UNESCO 1998 | Arqueologia            | Estação de Ar Livre | Santa Comba          | MN   | 1997 | 40.970814° N 7.102285° O     |              |
| 71731   | Residência de João Marçal | Arquitectura civil     | Conjunto            | Sebadelhe            | IIM  |      |                              |              |
| 71810   | Pelourinho de Touça | Arquitectura civil     | Pelourinho          | Touça                | IIP  | 1933 | 41.047209° N 7.233867° O     |              |
| 70449   | Igreja Matriz de Vila Nova de Foz Côa | Arquitectura religiosa | Igreja              | Vila Nova de Foz Côa | MN   | 1910 | 41.082828° N 7.136707° O     |              |
| 70617   | Pelourinho de Foz Côa | Arquitectura civil     | Pelourinho          | Vila Nova de Foz Côa | MN   | 1910 | 41.083205° N 7.136336° O     |              |
| 70733   | Conjunto dos sítios arqueológicos no Vale do Rio Côa - Núcleo de arte rupestre do Vale da Figueira/Teixugo - Património Mundial - UNESCO 1998            | Arqueologia            | Arte rupestre       | Vila Nova de Foz Côa | MN   | 1997 | 41.036383° N 7.16754° O      |              |
| 70734   | Conjunto dos sítios arqueológicos no Vale do Rio Côa - Núcleo de arte rupestre de Vale de Moinhos - Património Mundial - UNESCO 1998                     | Arqueologia            | Arte rupestre       | Vila Nova de Foz Côa | MN   | 1997 | 41.05274077° N 7.09958134° O |              |
| 71132   | Conjunto dos sítios arqueológicos no Vale do Rio Côa - Núcleo de arte rupestre da Canada do Inferno/Rego da Vide - Património Mundial - UNESCO 1998      | Arqueologia            | Conjunto            | Vila Nova de Foz Côa | MN   | 1997 | 41.073444° N 7.108769° O     | Mais imagens |
| 4000580 | Casa Vermelha | Arquitectura civil     | Casa                | Vila Nova de Foz Côa | IIM  |      | 41.08124961° N 7.13971397° O |              |
| 6616729 | Conjunto dos sítios arqueológicos no Vale do Rio Côa - Núcleo de arte rupestre de Vale de Cabrões                                                        | Arqueologia            | Arte rupestre       | Vila Nova de Foz Côa | VC   |      |                              |              |
| 6616783 | Conjunto dos sítios arqueológicos no Vale do Rio Côa - Núcleo de arte rupestre da Vermelhosa                                                             | Arqueologia            | Arte rupestre       | Vila Nova de Foz Côa | VC   |      |                              |              |
| 6616814 | Conjunto dos sítios arqueológicos no Vale do Rio Côa - Núcleo de arte rupestre da Foz do Côa                                                             | Arqueologia            | Arte rupestre       | Vila Nova de Foz Côa | VC   |      |                              |              |
| 6616852 | Conjunto dos sítios arqueológicos no Vale do Rio Côa - Núcleo de arte rupestre do Vale de José Esteves                                                   | Arqueologia            | Arte rupestre       | Vila Nova de Foz Côa | VC   |      |                              |              |
| 6616900 | Conjunto dos sítios arqueológicos no Vale do Rio Côa - Núcleo de arte rupestre do Alto da Bulha                                                          | Arqueologia            | Arte rupestre       | Vila Nova de Foz Côa | VC   |      |                              |              |
| 6616962 | Conjunto dos sítios arqueológicos no Vale do Rio Côa - Núcleo de arte rupestre de Vale do Forno                                                          | Arqueologia            | Arte rupestre       | Vila Nova de Foz Côa | VC   |      | 40.62153333° N 6.90165° O    |              |

 Legenda: PM - Património Mundial · MN - Monumento Nacional · IIP - Imóvel de Interesse Público · MIP - Monumento de Interesse Público · CIP - Conjunto de Interesse Público · SIP - Sítio de Interesse Público · IIM - Imóvel de Interesse Municipal · MIM - Monumento de Interesse Municipal · CIM - Conjunto de Interesse Municipal · SIM - Sítio de Interesse Municipal · VC - Em vias de classificação · SPL - Sem proteção legal